# Kommunlistan (Älvdalens kommun)
Kommunlistan (KL) är ett lokalt politiskt parti i Älvdalens kommun. Partiet bildades våren 2002 under namnet Särnalistan av 4 st avhoppade socialdemokrater efter en konflikt om hur socialdemokraternas valsedel i kommunen skulle utformas. I valet 2002 fick Särnalistan 9,8% av rösterna och 3 mandat (av 35) i kommunfullmäktige, i valet 2006 var stödet något mindre men partiet kunde behålla samma antal mandat.

## Valresultat
| År   | Röster | %    | Mandat  |
| ---- | ------ | ---- | ------- |
| 2002 | 408    | 9,81 | 3 av 35 |
| 2006 | 343    | 7,83 | 3 av 35 |
| 2010 | 449    | 9,92 | 4 av 35 |
| 2014 | 288    | 6,13 | 2 av 35 |
| 2018 | 442    | 9,36 | 3 av 35 |
| 2022 | 261    | 5,68 | 2 av 35 |